# 발라사군

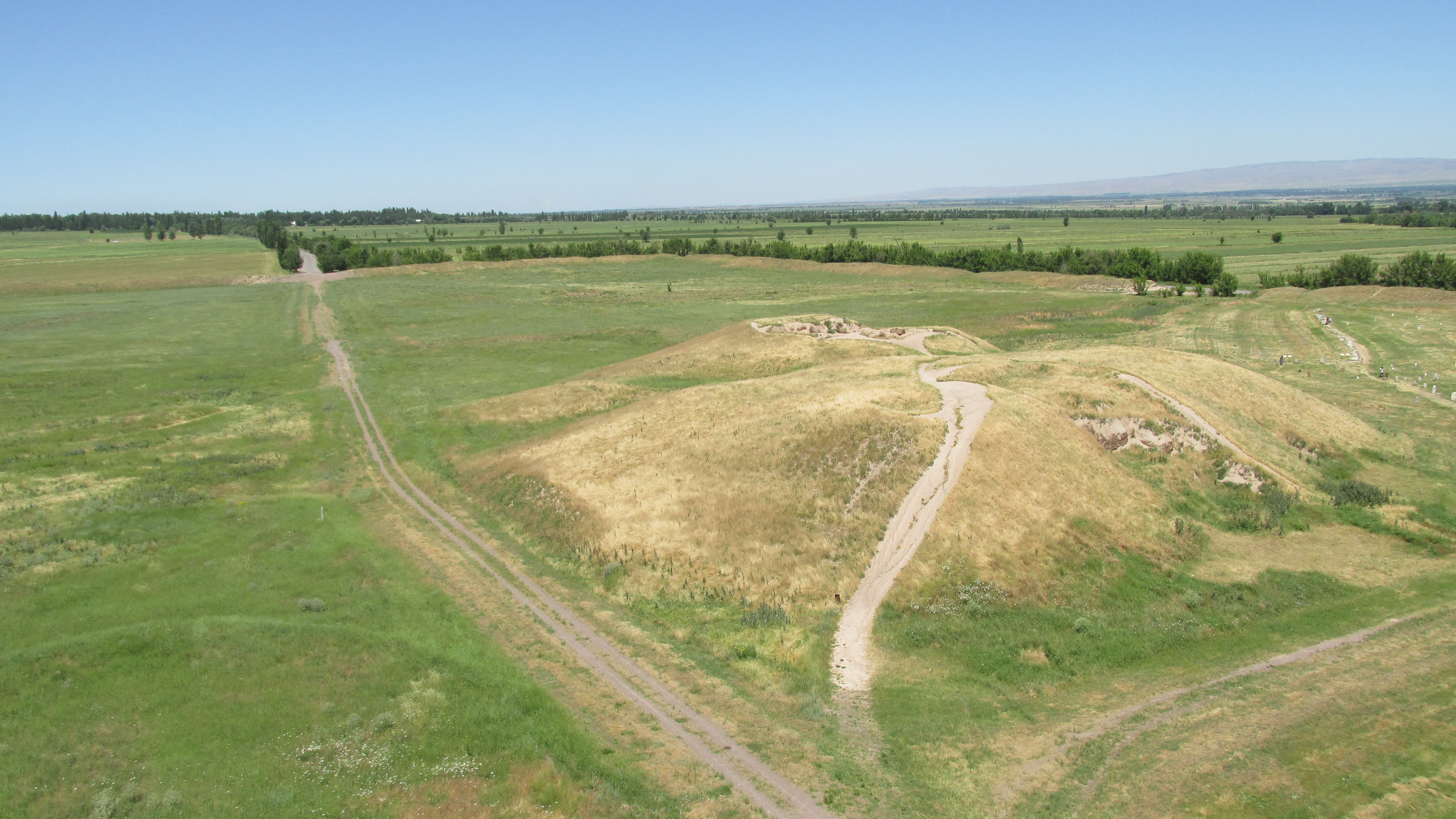

발라사군(튀르키예어: Balasagun)은 현재 키르기스스탄의 비슈케크와 이식쿨호 사이 추이 계곡에 위치한 고대 소그드인의 도시이다.
10세기부터 13세기까지 번영한 카를루크, 카라한 왕조, 서요의 중심 도시였다.